# ماسون غامبل
ماسون غامبل (بالإنجليزية: Mason Gamble)‏ مواليد 16 يناير 1986 في شيكاغو، هو ممثل أمريكي بدأ مسيرته الفنية سنة 1993.

## الأعمال
- قمر سيء
- طبعة مبكرة
- إي آر
- سي إس آي: ميامي

## وصلات خارجية
- ماسون غامبل على موقع IMDb (الإنجليزية)
- ماسون غامبل على موقع ميتاكريتيك (الإنجليزية)
- ماسون غامبل على موقع روتن توميتوز (الإنجليزية)
- ماسون غامبل على موقع قاعدة بيانات الأفلام العربية
- ماسون غامبل على موقع ألو سيني (الفرنسية)
- ماسون غامبل على موقع أول موفي (الإنجليزية)
- ماسون غامبل على موقع قاعدة بيانات الأفلام السويدية (السويدية)
- ماسون غامبل على موقع إن إن دي بي (الإنجليزية)
- ماسون غامبل على موقع قاعدة بيانات الفيلم (الإنجليزية)
- ماسون غامبل على موقع ليتربوكسد (الإنجليزية)

- الموقع الرسمي